# Naoki Urasawa

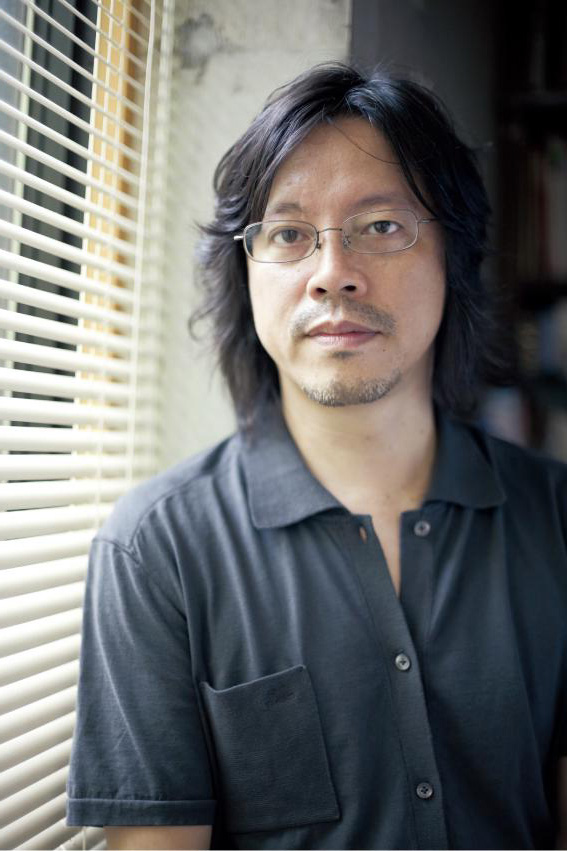
Naoki Urasawa 2012

Naoki Urasawa (jap. 浦沢 直樹, Urasawa Naoki; * 2. Januar 1960 in Fuchū, Präfektur Tokio, Japan) ist ein japanischer Manga-Zeichner.

## Werdegang
Urasawa studierte Wirtschaftswissenschaften an der Meisei-Universität. Nach dem Studium, 1982, bewarb er sich laut eigenen Aussagen ohne große Erwartungen beim Shogakukan-Verlag als Manga-Zeichner und gewann dort einen Nachwuchspreis für die Kurzgeschichte Return. Die Geschichte wurde aber nicht publiziert, sondern erst 1988 in die Kurzgeschichtensammlung N•A•S•A aufgenommen.
Urasawas erste veröffentlichte Arbeit, die Kurzgeschichte Beta!!, erschien 1984. Bis 1986 zeichnete er weitere Kurzgeschichten, um dann mit seiner ersten Serie zu beginnen. Pineapple Army entstand in Zusammenarbeit mit dem Szenaristen Kazuya Kudō und erschien bis 1988. Sein erster größerer Erfolg war der Manga Yawara!, mit dem er bereits kurz nach der Erstveröffentlichung Pineapple Army anfing. Yawara!, das auch in eine populäre Anime-Serie verfilmt wurde, erzählt die Geschichte eines Mädchens, das eine über alle Maßen talentierte Judoka ist, aber eigentlich nur ein normales Mädchen sein will. Bereits 1988 folgte der nächste Erfolg mit dem Krimi-Drama Master Keaton, das ebenfalls in einen Anime umgesetzt wurde und als einer der beliebtesten Seinen-Manga der 1980er gilt.
Bis Mitte der 1990er veröffentlichte Urasawa weitere Episoden von Yawara! und Master Keaton. Nach dem Ende von Yawara! startete er 1993 mit Happy! einen weiteren Sport-Manga, der bis 1999 lief. Ab 1994 erschien Monster. Der in Deutschland spielende Krimi-Thriller war sein internationaler Durchbruch und erschien ebenfalls in Form einer Zeichentrickserie. Sein nächster Manga 20th Century Boys war ähnlich erfolgreich, sowohl bei Lesern als auch bei Kritikern.
2007 stellte Naoki Urasawa 21st Century Boys, die Fortsetzung von 20th Century Boys, in nur 2 Bänden fertig.
Bis zum Februar 2009 arbeitete er an Pluto, einem Remake einer Episode aus Osamu Tezukas Klassiker Astro Boy, erschienen in Ablegern des Big-Comic-Magazins.
Von 2008 bis 2016 arbeitete er zusammen mit dem Szenaristen Takashi Nagasaki an Billy Bat, das von einem Comicautor handelt, der nach Japan reist, um einer 2000 Jahre alten Karikatur auf die Spur zu kommen.
Zwischen Oktober 2017 und Februar 2018 veröffentlichte Urasawa den als Miniserie konzipierten Manga Mujirushi in insgesamt neun Kapiteln, die später in einem Band gesammelt wurden. Mujirushi entstand in Kooperation mit dem Louvre und beinhaltete Crossover-Elemente mit dem Manga Osomatsu-kun. Seit Oktober 2018 arbeitet Urasawa an seiner neuesten Serie Asadora!, die von der gesamten Lebensspanne eines Mädchens handelt und dabei eine Brücke zwischen den Olympischen Spielen 1964 und den Olympischen Spielen 2020 schlägt.

## Stil
Urasawas Manga richten sich an erwachsene Männer (Seinen). Die Proportionen seiner Figuren sind meist sehr realitätsnah; detailreiche Hintergründe, die er manchmal von Fotos abzeichnet, sind ebenfalls vorzufinden. Dabei betreibt Urasawa oft aufwändige Recherchen. Zum Beispiel zeichnete er die Gesellschaft und Kultur Deutschlands in Monster durch Wissen, das er sich aus Büchern angeeignet hat.
Seine Comics spielen in unterschiedlichen Szenarien. Während die Geschichten von 20th Century Boys und Yawara! fast ausschließlich in Japan handeln, reist der Hauptcharakter von Monster in Mitteleuropa umher und Keaton Taichi Hiraga aus Master Keaton verschlägt es in seinen Untersuchungen in die ganze Welt.
Urasawa hat seit Monster ausschließlich auf Spannung ausgerichtete Thriller gezeichnet. 

## Auszeichnungen
Urasawa hat für seine Manga-Serien bereits zahlreiche Auszeichnungen erhalten, darunter folgende:
- Yawara!: 35. Shōgakukan-Manga-Preis in der Hauptkategorie (1990)
- Monster: 3. Osamu-Tezuka-Kulturpreis, 1. Media Arts Award, 46. Shogakukan-Manga-Preis in der Hauptkategorie (2001)
- 20th Century Boys: 25. Kodansha-Manga-Preis, 48. Shogakukan-Manga-Preis in der Hauptkategorie (2003), 6. Media Arts Award
- Pluto: 9. Osamu-Tezuka-Kulturpreis (2005)
- Billy Bat: Max-und-Moritz-Preis, Kategorie Bester internationaler Comic[4]
- Max-und-Moritz-Preis, Sonderpreis für ein herausragendes Lebenswerk (2022)

## Werke
- Pineapple Army (パイナップルARMY), 1986–1988, gemeinsam mit Kazuya Kudō
- Yawara!, 1986–1993
- Odoru Keikan (踊る警官), 1987, Kurzgeschichtensammlung
- N•A•S•A, 1988, Kurzgeschichtensammlung
- Master Keaton (MASTERキートン, Master Kīton), 1988–1994, gemeinsam mit Katsushika Hokusei
- Shiro wa Shinanai (シロは死なない), 1990, gemeinsam mit Kenzo Kitakata; kein Manga, sondern ein Kinderbuch mit Illustrationen von Urasawa
- Jigoro!, 1994, Kurzgeschichtensammlung
- Happy!, 1993–1999
- Monster, 1994–2001
- Keaton Dōbutsuki (キートン動物記, Kīton Dōbutsuki), 1995, gemeinsam mit Katsushika Hokusei
- Shoki no Urasawa (初期のURASAWA), 2000, Kurzgeschichtensammlung; enthält die Inhalte von Odoru Keikan (1987) und N•A•S•A (1988) sowie vier weitere Kurzgeschichten
- 20th Century Boys (20世紀少年, 20-seiki Shōnen), 1999–2006
- 21st Century Boys (21世紀少年, 21-seiki Shōnen), 2006–2007
- Pluto, 2003–2009
- Billy Bat, 2008–2016
- Mujirushi (夢印, Mujirushi), 2017–2018
- Asadora! (あさドラ！, Asadora!), seit 2018
- Hatschi! (くしゃみ Kushami), 2019